# Athelges aegyptius
Athelges aegyptius là một loài chân đều trong họ Bopyridae. Loài này được Codreanu, Codreanu & Pike miêu tả khoa học năm 1965.